# هوخدورف-آسنهایم
هوخدورف-آسنهایم (به آلمانی: Hochdorf-Assenheim) یک شهر در آلمان است که در راین-پفلاتس-کرایس واقع شده‌است. هوخدورف-آسنهایم ۳٬۱۰۳ نفر جمعیت دارد.